# Ахвледиани, Дзика Дзикуевна
Дзика Дзикуевна Ахвледиани (род. 1924 год, село Окуми, Гальский район, ССР Абхазия) — колхозница колхоза имени Ленина Окумского сельсовета Гальского района Абхазской АССР, Грузинская ССР. Герой Социалистического Труда (1949).

## Биография
Родилась в 1924 году в крестьянской семье в селе Окуми Гальского района.
В послевоенные годы трудилась чаеводом в колхозе имени Ленина Окумского сельсовета Гальского района.
В 1948 году собрала в среднем с каждого гектара по 6808 килограмма сортового зелёного чайного листа на участке площадью 0,5 гектара. Указом Президиума Верховного Совета СССР от 29 августа 1949 года удостоена звания Героя Социалистического Труда за «получение высоких урожаев сортового зелёного чайного листа и цитрусовых плодов в 1948 году» с вручением ордена Ленина и золотой медали «Серп и Молот» (№ 4487).
Этим же Указом званием Героя Социалистического Труда были награждены председатель колхоза имени Ленина Окумского сельсовета Георгий Гуджаевич Джгубурия, агроном Кирилл Твириевич Самушия, бригадир Калистрат Бадраевич Булискерия, звеньевые Лаисо Герасимовна Булискерия, Сарамида Розановна Джумутия, колхозницы Жити Несторовна Булискерия, Имена Бадраевна Булискерия, Люба Сикоевна Булискерия и Ала Датуевна Шаматава.
За выдающиеся трудовые достижения по итогам работы в 1949 году была награждена вторым Орденом Ленина.
Награды
- Герой Социалистического Труда
- Орден Ленина — дважды (1949; 19.07.1950)